# Eija-Liisa Ahtila
Eija-Liisa Ahtila   (Hämeenlinna i Hattula, 6 d'agost de 1959) és una artista finlandesa que realitza videoart i fotografia. Viu i treballa a Hèlsinki. El seu treball se centra en emocions, havent-lo descrit ella mateixa com "drames humans", mostrant amb freqüència els estats mentals d'individus durant moments de fragilitat psicològica. La seva obra ha estat exposada internacionalment, incloent una de les exposicions temporals a la Tate Modern de Londres.